# Speedball 2100
Pour les articles homonymes, voir Speedball.
Speedball 2100 est un jeu vidéo de sport futuriste développé par The Bitmap Brothers et sorti en 2000 sur PlayStation. Le jeu fut édité par Empire Interactive.
Speedball 2100 est une adaptation en trois dimensions de Speedball 2: Brutal Deluxe sorti en 1990. Il en reprend les principes de jeu tout en proposant un éventail d'options plus large. Sa jouabilité n'a cependant pas convaincu le public et la presse spécialisée.